# هيو وات
هيو وات هو سياسي كندي، ولد في 1841، وتوفي في 21 مارس 1914.